# Verona (Dakota del Nord)
Verona è un centro abitato (city) degli Stati Uniti d'America, situato nella Contea di LaMoure, nello Stato del Dakota del Nord. Nel censimento del 2000 la popolazione era di 108 abitanti. La città è stata fondata nel 1886.

## Geografia fisica
Secondo i rilevamenti dell'United States Census Bureau, la località di Verona si estende su una superficie di 0,70 km², tutti occupati da terre.

## Popolazione
Secondo il censimento del 2000, a Verona vivevano 108 persone (nel 2010 scese a 85, con un calo del 21,3%), ed erano presenti 30 gruppi familiari. La densità di popolazione era di 161 ab./km². Nel territorio comunale si trovavano 53 unità edificate. Per quanto riguarda la composizione etnica degli abitanti, il 99,07% era bianco e lo 0,93% era nativo.
Per quanto riguarda la suddivisione della popolazione in fasce d'età, il 25,9% era al di sotto dei 18, il 2,8% fra i 18 e i 24, il 38,0% fra i 25 e i 44, il 20,4% fra i 45 e i 64, mentre infine il 13,0% era al di sopra dei 65 anni di età. L'età media della popolazione era di 37 anni. Per ogni 100 donne residenti vivevano 86,2 maschi.